# Campeonato da Oceania Júnior de Atletismo de 2014
O Campeonato da Oceania Júnior de Atletismo de 2014 foi a 6ª edição da competição organizada pela Associação de Atletismo da Oceania para atletas com menos de 20 anos, classificados como júnior. O campeonato foi realizado em conjunto com o Campeonato da Oceania de Atletismo de 2014 entre os dias 24 a 26 de junho de 2014. Teve como sede o Estádio Avarua Tereora, na cidade de Avarua, na ilha de Rarotonga, nas Ilhas Cook, sendo disputadas 41 provas (20 masculino e 21 feminino) além de eventos de exibição para mestres e atletas com deficiência (parasports).  Foram fornecidos relatórios detalhados diariamente. 

## Medalhistas
Os resultados completos podem ser encontrados no site da Associação de Atletismo da Oceania 

### Masculino
| Evento                      | Ouro                                                                               | Ouro     | Prata                                                                          | Prata    | Bronze                                                                        | Bronze   |
| --------------------------- | ---------------------------------------------------------------------------------- | -------- | ------------------------------------------------------------------------------ | -------- | ----------------------------------------------------------------------------- | -------- |
| 100 metros                  | Nicholas Bate · Austrália                                                          | 10.65 w  | Peauope Suli Fifita · Tonga                                                    | 10.77 w  | Apolosi Ratumudu · Fiji                                                       | 10.77 w  |
| 200 metros                  | Nicholas Bate · Austrália                                                          | 21.41    | Batinisavu Uluiyata · Fiji                                                     | 21.86    | Sean J. Fitzsimmons · Austrália                                               | 21.87    |
| 400 metros                  | Batinisavu Uluiyata · Fiji                                                         | 47.67    | Sean J. Fitzsimmons · Austrália                                                | 48.14    | Kaminiel Matlaun · Papua-Nova Guiné                                           | 48.18    |
| 800 metros                  | Alec Arnold · Austrália                                                            | 1:55.61  | Theunis Pieters · Nova Zelândia                                                | 1:56.75  | Joshua Kentwell · Austrália                                                   | 1:59.67  |
| 1 500 metros                | Alec Arnold · Austrália                                                            | 4:11.56  | Joshua Kentwell · Austrália                                                    | 4:11.87  | John Aquino · Guam                                                            | 4:14.76  |
| 5 000 metros                | John Aquino · Guam                                                                 | 16:01.79 | Matthew Dryden · Nova Zelândia                                                 | 16:09.44 | Rosfelo Siosi · Ilhas Salomão                                                 | 16:14.63 |
| 10 000 metros               | Matthew Dryden · Nova Zelândia                                                     | 34:02.75 | Rosfelo Siosi · Ilhas Salomão                                                  | 34:52.47 | Derickson Antibas · Ilhas Marshall                                            | 41:31.44 |
| 110 metros barreiras        | Namataiki Tevenino · Polinésia Francesa                                            | 15.15    | Jordan Mills · Austrália                                                       | 15.20    | Johnny Quitigua · Guam                                                        | 16.55    |
| 400 metros barreiras        | Matthew Crowe · Austrália                                                          | 54.91    | Robert Broadhead · Austrália                                                   | 56.26    | Peniel Joshua · Papua-Nova Guiné                                              | 57.14    |
| 3.000 metros com obstáculos | Loïc Mevel · Polinésia Francesa                                                    | 10:29.55 | Louis Ligerot · Polinésia Francesa                                             | 10:31.51 |                                                                               |          |
| 4×100 metros estafetas      | Austrália · Sean J. Fitzsimmons · Nicholas Bate · Vandy Kanneh · Rene Zacchini     | 42.64    | Niue · Roynuka Nukanuka · William Pasisi · Jinnam Hopotoa · Ikipa Misikea      | 47.10    | / Norte da Austrália Charles Rosas Jack Bannister Travis Andison Khyle Tucker | 47.35    |
| 4×400 metros estafetas      | Austrália · Rene Zacchini · Matthew Crowe · Robert Broadhead · Sean J. Fitzsimmons | 3:22.72  | Nova Zelândia · Dhruv Raman · Theunis Pieters · Max Attwell · Alexander Howden | 3:27.05  | Guam · Johnny Quitigua · John Aquino · Pedro Aquiningoc · Bleu Perez          | 3:48.70  |
| Salto em altura             | Cedric Dubler · Austrália HPTC                                                     | 2.09m    | Jason Strano · Austrália                                                       | 2.00m    | James Jeffrey · Austrália                                                     | 1.97m    |
| Salto em comprimento        | Nicholas van Gelder · Austrália                                                    | 7.21m    | Waisale Dausoko · Fiji                                                         | 6.94m    | Charles Rosas / Norte da Austrália                                            | 6.17m    |
| Salto triplo                | Charles Rosas / Norte da Austrália                                                 | 14.03m   | Johnny Quitigua · Guam                                                         | 12.50m   | Makalea Foliaki · Polinésia Francesa                                          | 12.45m   |
| Arremesso de peso           | Brody James · Austrália                                                            | 14.62m   | Jinnam Hopotoa · Niue                                                          | 13.97m   | Denzelle To'o · Ilhas Cook                                                    | 13.64m   |
| Lançamento de disco         | Brody James · Austrália                                                            | 47.40m   | Hamish Dewar · Nova Zelândia                                                   | 44.03m   | Denzelle To'o · Ilhas Cook                                                    | 43.71m   |
| Lançamento do martelo       | Tom Quinn · Nova Zelândia                                                          | 55.16m   | Bradley Herbert · Austrália                                                    | 46.91m   | Jack Bannister / Norte da Austrália                                           | 39.44m   |
| Lançamento do dardo         | Ikipa Misikea · Niue                                                               | 45.79m   | William Pasisi · Niue                                                          | 42.98m   | Pedro Aquiningoc · Guam                                                       | 40.86m   |
| Occatlo                     | Max Attwell · Nova Zelândia                                                        | 5282     | Lachlan Calvert · Austrália                                                    | 5149     | Hamish Dewar · Nova Zelândia                                                  | 4551     |

### Feminino
| Evento                      | Ouro                                                                               | Ouro     | Prata                                                                         | Prata    | Bronze                                                                             | Bronze   |
| --------------------------- | ---------------------------------------------------------------------------------- | -------- | ----------------------------------------------------------------------------- | -------- | ---------------------------------------------------------------------------------- | -------- |
| 100 metros                  | Georgia Hulls · Nova Zelândia                                                      | 12.20    | Caitlyn George · Nova Zelândia                                                | 12.28    | Caitlin Newson · Austrália                                                         | 12.49    |
| 200 metros                  | Georgia Hulls · Nova Zelândia                                                      | 24.88    | Caitlyn George · Nova Zelândia                                                | 25.26    | Regine Tugade · Guam                                                               | 25.52    |
| 400 metros                  | Grace Victor · Austrália                                                           | 55.99    | Jessica Haig · Austrália                                                      | 56.44    | Maddy Scott · Austrália                                                            | 56.56    |
| 800 metros                  | Holly Manning · Nova Zelândia                                                      | 2:11.17  | Grace Victor · Austrália                                                      | 2:13.92  | Isabella Smith · Austrália                                                         | 2:14.78  |
| 1 500 metros                | Georgia Winkcup · Austrália                                                        | 4:29.97  | Isabella Smith · Austrália                                                    | 4:37.78  | Arianna Lord · Nova Zelândia                                                       | 4:38.97  |
| 5 000 metros                | Chloé Andres · Polinésia Francesa                                                  | 20:20.02 | Genina Criss · Guam                                                           | 21:49.27 |                                                                                    |          |
| 10 000 metros               | Libby Jacques · Austrália                                                          | 37:54.18 | Jayde Hill · Austrália                                                        | 40:06.92 | Chloé Andres · Polinésia Francesa                                                  | 42:12.93 |
| 5 km marcha atlética        | Jayde Hill · Austrália                                                             | 24:55.14 | Stephanie Grujoski · Austrália                                                | 28:21.61 |                                                                                    |          |
| 100 metros barreiras        | Natalie Setiadji · Austrália                                                       | 15.01    | Jacinta Fisher · Austrália                                                    | 15.35    |                                                                                    |          |
| 400 metros barreiras        | Kasey Moore · Austrália                                                            | 64.86    | Raylyne Kanam · Papua-Nova Guiné                                              | 66.26    | Emily-Claire Bass / Norte da Austrália                                             | 66.31    |
| 3.000 metros com obstáculos | Georgia Winkcup · Austrália                                                        | 10:37.91 |                                                                               |          |                                                                                    |          |
| 4×100 metros estafetas      | Nova Zelândia · Caitlyn George · Brooke Somerfield · Rosie Elliott · Georgia Hulls | 49.44    | Austrália · Natalie Setiadji · Caitlin Newson · Jacinta Fisher · Grace Victor | 49.58    | / Norte da Austrália Shannon Reynolds Emily-Claire Bass Kayla Horne Rita Fontaine  | 50.58    |
| 4×400 metros estafetas      | Austrália · Maddy Scott · Jessica Haig · Kasey Moore · Grace Victor                | 3:54.91  | Nova Zelândia · Caitlyn George · Arianna Lord · Holly Manning · Georgia Hulls | 4:04.59  | / Norte da Austrália Rita Fontaine Shannon Reynolds Rachel Gould Emily-Claire Bass | 4:11.85  |
| Salto em altura             | Anna Staib · Austrália                                                             | 1.63m    | Rosie Elliott · Nova Zelândia                                                 | 1.63m    | Nahema Agussan · Polinésia Francesa                                                | 1.45m    |
| Salto em comprimento        | Tea Boyer · Polinésia Francesa                                                     | 4.98m w  | Brooke Somerfield · Nova Zelândia                                             | 4.97m    | Shannon Reynolds / Norte da Austrália                                              | 4.91m w  |
| Salto triplo                | Anna Thomson · Nova Zelândia                                                       | 11.66m   | Jacinta Fisher · Austrália                                                    | 11.60m w | Atipa Mabonga · Nova Zelândia                                                      | 11.50m   |
| Arremesso de peso           | Ata Maama Tu'utafaiva · Tonga                                                      | 13.39m   | Brianna Bortolanza · Austrália                                                | 12.53m   | Maddy Bergfield · Austrália                                                        | 12.04m   |
| Lançamento de disco         | Phoebe Sloane · Austrália                                                          | 43.43m   | Maddy Bergfield · Austrália                                                   | 41.30m   | Stephanie Wadsworth · Austrália                                                    | 37.92m   |
| Lançamento do martelo       | Laura Herbert · Austrália                                                          | 53.29m   | Brianna Smith / Norte da Austrália                                            | 45.25m   | Shanen Layden / Norte da Austrália                                                 | 44.00m   |
| Lançamento do dardo         | Adrine Monagi · Papua-Nova Guiné                                                   | 38.26m   | Kimberley Bright-Mync / Norte da Austrália                                    | 35.91m   | Tatiana Sherwin · Ilhas Cook                                                       | 26.89m   |
| Heptatlo                    | Christie Molloy · Austrália                                                        | 4242     | Adrine Monagi · Papua-Nova Guiné                                              | 4226     | Rachel Gould / Norte da Austrália                                                  | 3636     |

## Quadro de medalhas (não oficial)
| Ordem | País                 | Medalha de ouro | Medalha de prata | Medalha de bronze | Total |
| ----- | -------------------- | --------------- | ---------------- | ----------------- | ----- |
| 1     | Austrália            | 22              | 17               | 8                 | 47    |
| 2     | Nova Zelândia        | 8               | 9                | 3                 | 20    |
| 3     | Polinésia Francesa   | 4               | 1                | 3                 | 8     |
| 4     | Niue                 | 1               | 3                | 0                 | 4     |
| 5     | / Norte da Austrália | 1               | 2                | 9                 | 12    |
| 6     | Guam                 | 1               | 2                | 5                 | 8     |
| 7     | Papua-Nova Guiné     | 1               | 2                | 2                 | 5     |
| 8     | Fiji                 | 1               | 2                | 1                 | 4     |
| 9     | Tonga                | 1               | 1                | 0                 | 2     |
| 10    | Austrália HPTC       | 1               | 0                | 0                 | 1     |
| 11    | Ilhas Salomão        | 0               | 1                | 1                 | 2     |
| 12    | Ilhas Cook           | 0               | 0                | 3                 | 3     |
| 13    | Ilhas Marshall       | 0               | 0                | 1                 | 1     |
| Total | Total                | 41              | 40               | 36                | 117   |

## Participação
Segundo uma contagem não oficial, 140 atletas de 21 nacionalidades participaram. Como nos anos anteriores, houve uma equipe combinada do Norte da Austrália, incluindo atletas dos estados Território do Norte e do Queensland.  Além disso, o atleta Cedric Dubler representando o Centro de Treinamento de Alto Desempenho da IAAF (HPTC) em Varsity Lakes, Queensland, Austrália. Alguns atletas competiram nas categorias júnior e sênior.
| - Samoa Americana (2) - Austrália (36) - Austrália Austrália HPTC (1) - Ilhas Cook (16) - Fiji (3) - Polinésia Francesa (9) - Guam (8) | - Kiribati (2) - Ilhas Marshall (4) - Nauru (1) - Nova Caledônia (3) - Nova Zelândia (15) - Niue (4) - Ilha Norfolk (1) | - / Norte da Austrália (16) - Marianas Setentrionais (2) - Palau (2) - Papua-Nova Guiné (6) - Ilhas Salomão (2) - Tonga (3) - Vanuatu (4) |

Legenda
| Recorde mundial       | Recorde mundial (World record)               |                       | Recorde africano                      | Recorde africano (African) |                                           | Q | Classificado por posição (Qualified) |
| Recorde do campeonato | Recorde do campeonato (Championship record)  | Recorde da América    | Recorde da América (Americas)         | q                          | Classificado por melhor tempo (Qualified) |   |                                      |
| Melhor marca do ano   | Melhor marca do ano (World leading)          | Recorde asiático      | Recorde asiático (Asian)              | DNS                        | Não largou (Did not start)                |   |                                      |
| Recorde nacional      | Recorde nacional (National record)           | Recorde europeu       | Recorde europeu (European)            | DNF                        | Não terminou (Did not finish)             |   |                                      |
| Recorde pessoal       | Recorde pessoal do atleta (Personal best)    | Recorde da Oceania    | Recorde da Oceania (Oceania)          | DSQ / DQ                   | Desclassificado (Disqualified)            |   |                                      |
| Recorde da temporada  | Recorde da temporada do atleta (Season best) | Recorde sul-americano | Recorde sul-americano (South America) | NM                         | Sem marca (No mark)                       |   |                                      |